# عزيزة حسين (لاعبة)
عزيزة حسين رياضية بارالمبية مصرية، تنافس بشكل رئيسي في فئة إف 56-58 رمي الرمح. ونافست في دورة الألعاب البارالمبية الصيفية 2004 في أثينا باليونان، ونالت الميدالية البرونزية في المنافسات النسائية لرمي الرمح.